# Xavier Becerra
Xavier Becerra (Sacramento, 26 gennaio 1958) è un politico e avvocato statunitense di origini messicane, membro del Partito Democratico e segretario della salute e dei servizi umani all'interno dell'amministrazione Biden dal 2021 al 2025.
In passato è stato anche deputato al Congresso per lo stato della California dal 1993 al 2017 e procuratore generale di essa dal 2017 al 2021.

## Biografia
Becerra, figlio di operai immigrati messicani, Maria Teresa e Manuel Guerrero Bacerra, Si è diplomato al C.K. McClatchy High School di Sacramento,  quindi ha studiato all'estero all'Università di Salamanca, in Spagna, dal 1978 al 1979, prima di conseguire nel 1980 il bachelor in economia alla Stanford University (il primo nella sua famiglia) e laurearsi poi nel 1984 alla Stanford Law School. Dopo aver esercitato la professione di avvocato per alcuni anni, Becerra riuscì a farsi eleggere all'Assemblea di Stato della California.
Dopo un solo mandato all'Assemblea di Stato, nel 1992 Becerra si candidò alla Camera e venne eletto come rappresentante del trentesimo distretto congressuale della California.
In queste vesti Becerra aderì a vari caucus, fra cui il Congressional Progressive Caucus ed il Congressional Hispanic Caucus.
Nel 2001 si candidò a sindaco di Los Angeles, ma non ottenne un buon risultato in termini di voti.
Nel 2003, a causa del riapporzionamento dei distretti, Becerra dovette cambiare il suo, passando dal trentesimo al trentunesimo.
In occasione delle elezioni presidenziali del 2008, Becerra sostenne il senatore Obama. Quando questi fu dichiarato vincitore, propose a Becerra l'incarico di rappresentante per il commercio, ma questi decise di rifiutare l'offerta e di rimanere al Congresso.
Nel dicembre 2020 fu indicato dal presidente eletto Joe Biden come segretario della salute e dei servizi umani all'interno della sua nuova amministrazione. Il Senato statunitense approvò la sua nomina con 50 sì e 49 no e assunse la carica di segretario il 19 marzo 2021.

## Vita privata
Xavier Becerra è sposato con la dottoressa Carolina Reyes, dalla quale ha avuto tre figlie.